# Charles Kid McCoy
Charles Kid McCoy, nascido Norman Selby (Warsaw, 13 de outubro de 1872 — Detroit, 8 de abril de 1940), foi um lendário pugilista americano, campeão mundial dos pesos-médios em 1897.

## Biografia
McCoy começou a lutar boxe em 1891 e, ao longo dos anos, demonstrou ser um lutador valente, sagaz e perigoso até mesmo para adversários mais fortes do que ele. Ágil, malandro e capaz de desferir golpes potentes e precisos, McCoy foi um dos lutadores mais astutos de todos os tempos.
Em 1897, ao vencer Dan Creedon por nocaute técnico, McCoy havia conquistado o direito de ser reconhecido como o legítimo campeão dos pesos-médios, um título que estava sem dono desde que Bob Fitzsimmons o havia renunciado. Contudo, McCoy jamais se dispôs a defender esse título, tendo anunciado sua vontade de lutar apenas entre os pesos-pesados.
No auge de sua carreira, entre 1898 e 1900, McCoy conseguiu obter vitórias diante de imponentes pesos-pesados de sua época, tais como Gus Ruhlin, Joe Choynski e Peter Maher. No entanto, perdeu para Tom Sharkey e James Corbett.
A derrota para Corbett, entretanto, aconteceu de uma forma bastante suspeita, visto que, aparentemente, McCoy decidira perder essa luta intencionalmente, no inutito de lucrar com o dinheiro das apostas. Aliás esse total descaramento para trapacear dentro dos ringues, fosse para vencer, ou fosse para perder, era um aspecto bastante reconhecido de McCoy.
Em 1903, McCoy disputou contra Jack Root a primeira luta dos meios-pesados. Totalmente dominado por Root, McCoy foi derrubado sete vezes, ao longo de dez rounds. No penúltimo assalto, em uma medida suja, o irmão de McCoy borrifou amônia no rosto de Root, enquanto os dois estavam em um clinche junto ao córner de McCoy.
Posteriormente, McCoy seguiu lutando, porém de maneira cada vez mais esporádica, até parar definitivamente em 1914. Depois de se aposentar, mudou-se para Califórnia e ingressou no mundo artístico, tendo inclusive feito amizades com Charles Chaplin e D.W. Griffith.
Entretanto, no início dos anos 1920, McCoy havia se tornado um alcóolatra, estava fora do cinema e totalmente quebrado financeiramente. Para piorar sua situação, em 1924, McCoy se tornou suspeito em um caso de homicídio. Julgado e condenado, cumpriu sete anos de reclusão na Penitenciária de San Quentin, antes de ser posto em liberdade condicional em 1932.
Por fim, em 1940, McCoy cometeu suicídio, através de uma overdose de soníferos. Em seu bilhete de despedida escreveu: "Desejo que todas as minhas posses sejam entregues à minha querida esposa Sue E. Selby... À todos os meus queridos amigos, desejo-lhes uma melhor sorte... perdoem-me por não ter suportado este louco mundo."
Em 1991, Kid McCoy juntou-se à galeria dos maiores pugilistas de todos os tempos, no International Boxing Hall of Fame.